# The Staff of Serapis
The Staff of Serapis (no Brasil, O Cajado de Serápis) é um conto juvenil de fanstasia e aventura, escrito por Rick Riordan. É o segundo conto que faz um crossover entre as séries Os Heróis do Olimpo e As Crônicas dos Kane. Ele é a continuação de O Filho de Sobek, e mostra o encontro entre Annabeth Chase e Sadie Kane, os personagens femininos principais das respectivas séries.
O conto foi lançado inicialmente nos EUA em 8 de abril de 2014, integrando a versão de bolso de A Marca de Atena. Em 20 de maio de 2014, ele foi lançado separadamente em e-book e em audiobook, este com narração do próprio Rick Riordan. A versão em e-book veio com o primeiro capítulo de O Sangue do Olimpo como extra.

## Sinopse
Nesta aventura, Annabeth Chase encontra mais esquisitices no metrô do que o habitual, incluindo um monstro de duas cabeças e uma menina loira mais jovem que lembra a ela um pouco de si mesma. A filha semideusa de Athena e a jovem maga da Casa do Brooklyn, enfrentam um inimigo maior do que a vida do mundo antigo, o antigo deus greco-egípcio Serápis, que voltou a vida e pretende dominar os mundos grego e egípcio. Talvez ainda mais preocupante do que o deus sedento de poder que eles encontram é a revelação de que ele está sendo controlado por alguém, alguém muito familiar para Sadie, o mago maligno Setne, que está foragido desde o fim de A Sombra da Serpente.
Como um bônus especial, o primeiro capítulo de O Sangue do Olimpo, o último livro da série Os Heróis do Olimpo, está incluído.

## Personagens principais
- Annabeth Chase - Filha de Atena (deusa da sabedoria, da batalha e das estratégias de guerra). Ela se mostra um tanto pomposa no início, mas rapidamente se aquece para Percy em sua primeira missão juntos. Por ser uma filha de Atena, ela é muito inteligente e tem um fascínio com a arquitetura. Na batalha, ela é uma lutadora habilidosa o suficiente para manter seu terreno com Percy, e também é, de longe, superior em estratégia. Ela fugiu de casa quando tinha apenas sete anos e conheceu Luke e Thalia, que a levou com eles para o Acampamento Meio-Sangue. Ela ajuda Percy em quatro de suas cinco missões e é capturada em uma das cinco. Embora ela nutrisse interesses ocultos por Luke, ela acaba cedendo seus interesses em Percy. Ela o beija em A Batalha do Labirinto, quando ele estava indo para o Monte Santa Helena e os telquines estavam distraídos. Percy também abriga sentimentos por ela (ele fica com ciúmes quando ela fala de Luke). Annabeth também se mostra enciumada em relação à Percy e Rachel, além de Calipso em "A Batalha do Labirinto". Sendo filha da deusa da sabedoria e da estratégia em guerra Annabeth é esplendida com sua adaga. É um dos sete meio-sangues a qual a Segunda Grande Profecia diz respeito. Annabeth e Percy começam a namorar em "O Último olimpiano". Após o fim da batalha contra Gaia, Annabeth está de volta aos Estados Unidos, esperando ter um tempo de paz.
- Sadie Kane - Irmã mais nova de Carter Kane, Sadie morou com seus avós após a morte da sua mãe, e depois de seu pai, Em A Pirâmide Vermelha, Dr. Julius Kane, quebrar a Pedra de Roseta, Sadie passou a ser a hospedeira de Ísis, a Deusa da Magia, e ainda tem uma conexão com ela. Sadie tem grandes poderes com a magia, sabe ler hieróglifos e tem o raro dom da adivinhação. Gosta de Anúbis, Deus dos Funerais, mas em O Trono de Fogo, ela conhece Walt, um jovem mago que veio para a Casa do Brooklin, para ajudá-los a deter Apófis e fica indecisa entre ele e Anúbis. Após o fim da batalha contra Apófis, Sadie vive na Casa do Brooklyn, cuidando dos iniciados do Vigésimo Primeiro Nomo.

## Continuação
Em 12 de junho 2014, Rick Riordan revelou em seu blog, que já está trabalhando em uma sequência do conto.. O próximo conto se chamará A Coroa de Ptolomeu, e tem previsão de lançamento para 12 de maio de 2015. Dessa vez haverá um encontro entre Percy Jackson, Annabeth Chase, Carter Kane e Sadie Kane, os protagonistas dos dois primeiros contos. Eles irão se juntar para impedir o vilão Setne, de Crônicas dos Kane, de se tornar um deus.